# Administration du Finistère
.

## Administration
- Code Insee et La Poste : 29
- Préfecture du département : Quimper
  - Hôtel de préfecture du Finistère
  - Liste des préfets du Finistère
- Sous-préfectures du département : Brest, Châteaulin,  Morlaix
- Arrondissements du Finistère
- Cantons du Finistère
- Intercommunalités du Finistère
- Communes du Finistère
- Anciennes communes du Finistère

## Politique
- Liste des circonscriptions législatives du Finistère
  - Liste des députés du Finistère
  - Liste des sénateurs du Finistère
- Conseil général du Finistère
  - Liste des conseillers généraux du Finistère
  - Liste des maires du Finistère